# Пікурка
Піку́рка (рос. Пикурка, марій. Пигурык) — присілок у складі Сернурського району Марій Ел, Росія. Входить до складу Верхньокугенерського сільського поселення.

## Населення
Населення — 24 особи (2010; 13 у 2002).
Національний склад (станом на 2002 рік):
- марійці — 100 %